# Ramhälls gruvor

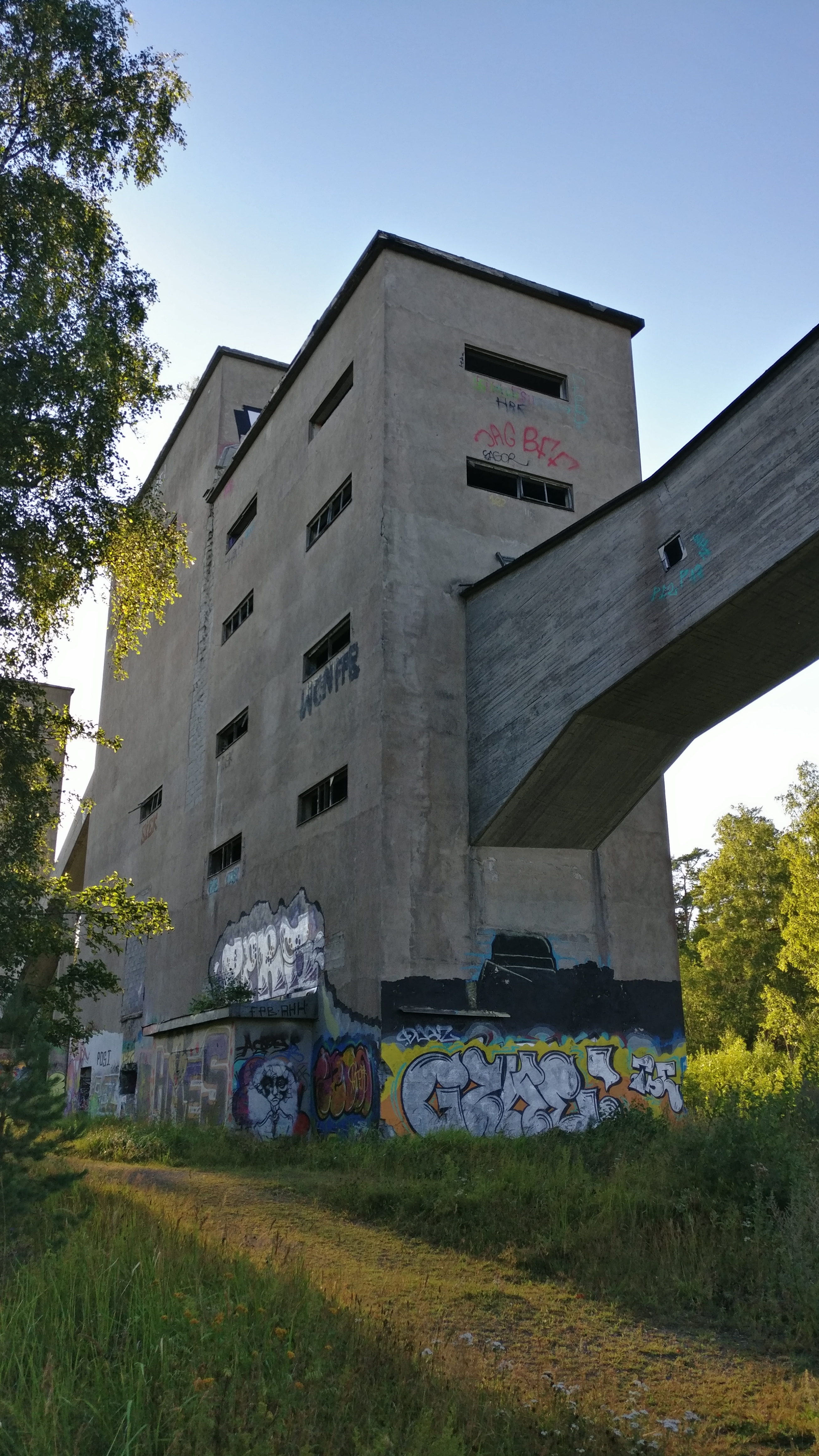
Ramhälls gruvor (entrébyggnad med schakt)

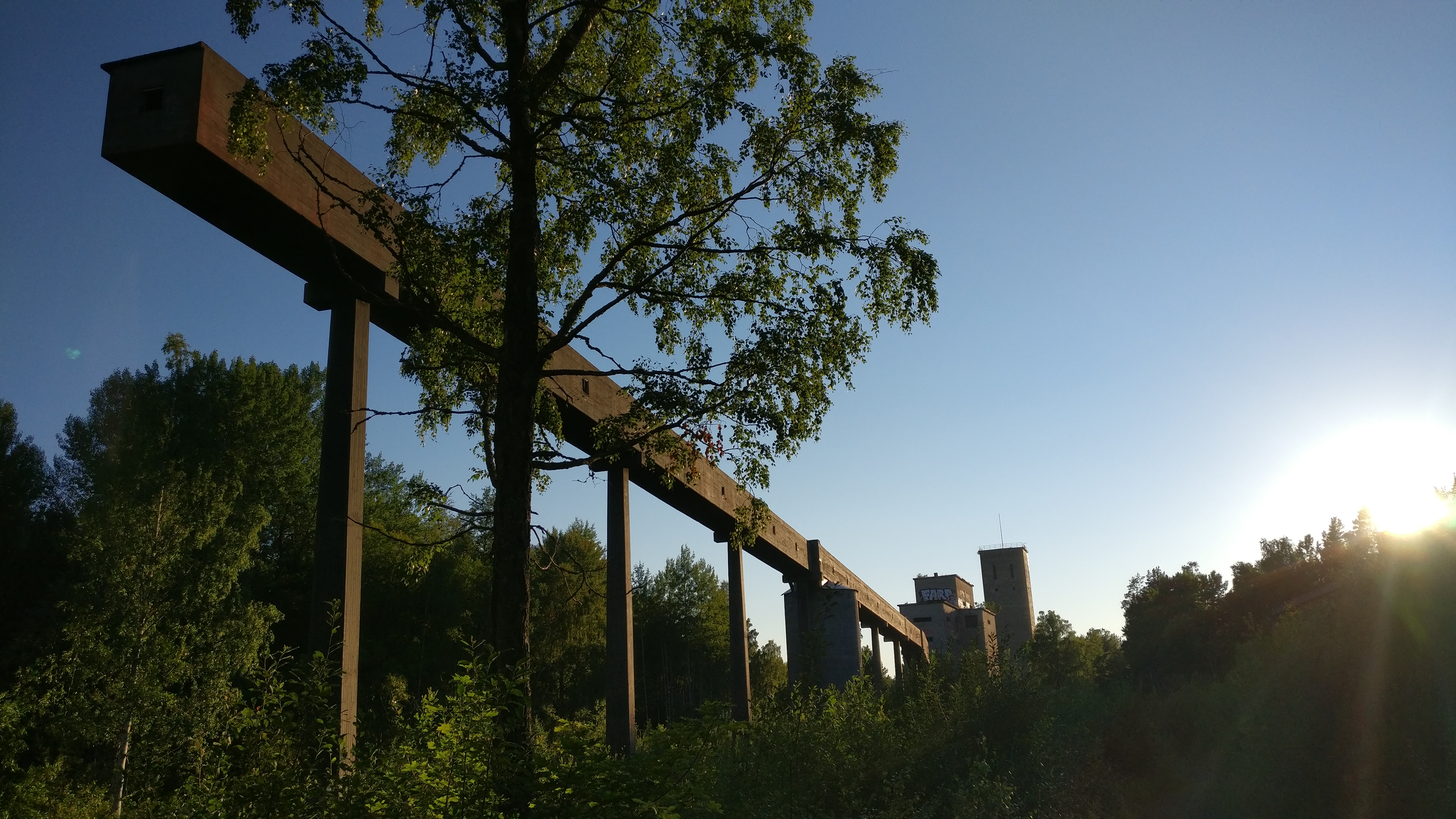
Ramhälls gruvor (vy)

Ramhälls gruvor är en nedlagd gruva i Ramhäll i Östhammars kommun i Uppland.
I trakten av Ramhäll upptäcktes järnmalm den första gången 1742 och brytning pågick till mitten på 1760-talet. Kilafors bruk inmutade Hammarinsgruvorna 1831 och från 1832 började man arbeta i större omfattning. Under 1870-talet skaffade gruvan en ångmaskin och Dannemora–Hargs Järnväg byggdes fram till Ramhäll 1878.. Mot 1800-talets slut köptes hälften av gruvan upp, dels av Ljusne-Woxna AB och dels av Dannemora gruvors Intresseförening. 1918 nybyggdes en transformatorstation vid det dåvarande maskinhuset. På 1920-talet lades Ramhälls gruvor ned.
1942 köpte Stora Kopparberg gruvorna och började med att uppföra gruvstuga, verkstad, kontor samt borrsmedja. Brytningen tog nu fart tack vare andra världskriget. Man påbörjade även planeringen av de moderna gruvanläggningarna. År 1957 uppfördes en modern anrikningsanläggning som var i drift till gruvan lades ned 1975. Malmen fraktades dock inte längre bort med den befintliga järnvägen utan kördes nu med lastbil till Alunda för att lastas om på tåg där. Järnvägen till Ramhälls gruvor lades ned och revs upp 1959.
1975 lades Ramhälls gruvor ned slutligt. Gruvgångarna har vattenfyllts och byggnaderna står numera tomma. Området kan besökas på egen risk.

## Källhänvisningar
1. ↑  ”RAMHÄLLS JÄRNMALMSFÄLT”. Sveriges geologiska undersökning. http://www.sgu.se/dokument/service_sgu_publ/RM124_del2.pdf. Läst 3 januari 2013.[död länk]
2. ↑  ”DHJ, Dannemora - Hargs Järnväg”. Historiskt om Svenska Järnvägar. http://www.historiskt.nu/smalsp/srj/dhj/dhj_fakta.html. Läst 3 januari 2013.
3. ↑  ”Ramhäll”. Nordisk familjebok. 1915. https://runeberg.org/nfcb/0502.html. Läst 3 januari 2013.
4. 1 2  ”Ramhälls gruvor”. https://bygdegardarna.se/ramhall/ramhalls-gruvor/. Läst 30 oktober 2022.